# Steve ’n’ Seagulls
Steve ’n’ Seagulls ist eine finnische Country-Band.

## Geschichte
Die Gruppe wurde im Sommer 2014 durch ihre Bluegrass-Versionen bekannter Hits von AC/DC, Iron Maiden oder Metallica durch die Internetplattform YouTube bekannt. Im Mai 2015 erschien ihr Debütalbum Farm Machine beim Label Spinefarm Records. Es enthält ausschließlich Coverversionen von Rock- oder Metalsongs. Es folgten internationale Auftritte, darunter beim Sweden Rock Festival und beim Wacken Open Air.
Am 20. Mai 2019 gab Pukki Kaalinen über die Facebook-Seite der Band seinen Austritt bekannt. Am 15. August folgte ihm Schlagzeuger Puikkonen.

## Diskografie
| Jahr | Titel             | Höchstplatzierung, Gesamtwochen, AuszeichnungChartplatzierungen (Jahr, Titel, Platzierungen, Wochen, Auszeichnungen, Anmerkungen) | Höchstplatzierung, Gesamtwochen, AuszeichnungChartplatzierungen (Jahr, Titel, Platzierungen, Wochen, Auszeichnungen, Anmerkungen) | Anmerkungen |
| Jahr | Titel             | CH | FI | Anmerkungen |
| ---- | ----------------- | --- | --- | ----------- |
| 2015 | Farm Machine      | — | FI7 (9 Wo.)FI |             |
| 2016 | Brothers in Farms | CH77 (1 Wo.)CH | FI10 (3 Wo.)FI |             |
| 2018 | Grainsville       | — | FI21 (1 Wo.)FI |             |
| 2020 | Another Miracle   | — | FI17 (1 Wo.)FI |             |